# Ватерполо на Летњим олимпијским играма 1988.
Двадесети ватерполо турнир на олимпијским играма је одржан 1988. у Сеулу, Јужна Кореја. За олимпијски турнир се пријавила укупно 12 репрезентација, са укупно 156 играча. Победник турнира и олимпијски шампион по трећи пут је постала репрезентација Југославије, друга је била репрезентација САД а на треће место се пласирала репрезентација СССРа.
У прелиминарној фази дванаест екипа је било подељено у две групе. Тимови из сваке групе који су заузели прва два места су се квалификовали у у полуфинале а тимови са трећег и четвртог места из сваке прелиминарне групе су се квалификовали у утешну групу која се борила за позиције од 5 до 8 места, док су репрезентације које су заузеле пето и шесто место у групи стекле право да се боре за пласман од девцетог до дванаестог места. Олимпијски ватерполо турнир је био одржан у периоду од 19. септембра до 1. октобра.

## Медаље
| Добитници медаља у ватерполу на Летњим олимпијским играма одржаним 1988. године у Сеулу. | Добитници медаља у ватерполу на Летњим олимпијским играма одржаним 1988. године у Сеулу. | Добитници медаља у ватерполу на Летњим олимпијским играма одржаним 1988. године у Сеулу. | Добитници медаља у ватерполу на Летњим олимпијским играма одржаним 1988. године у Сеулу. |
| --- | --- | --- | ---------------------------------------------------------------------------------------- |
| Злато | Сребро | Бронза |                                                                                          |
| Југославија | Сједињене Државе | Совјетски Савез |                                                                                          |
| Александар Шоштар Дени Лушић Дубравко Шименц Перица Букић Веселин Ђухо Драган Андрић Мирко Вичевић Игор Гочанин Мислав Безмалиновић Томислав Пашквалин Игор Милановић Горан Рађеновић Петар Кочић. Селектор: Ратко Рудић. | Крег Вилсон Кевин Робертсон Џејмс Бергесон Питер Кембел Даглас Кимпбел Едвард Клас Алан Мучавар Џон Семан Џефри Кембел Грегори Бојер Тери Шредер Џоди Кембел Кристофер Дуплант Мајкл Еванс. Селектор: Бил Бернет. | Јевгениј Шаронов Нурлан Мендигалијев Јевгениј Гришин Александар Колотов Сергеј Колотов Виктор Берендуга Сергеј Котенко Дмитри Апанасенко Ђорђе Мшвениерадзе Михаљ Иванов Сергеј Маркоч Николај Смирноф Михајло Горгадзе. Селектор: Борис Попов. |                                                                                          |

## Земље учеснице
На турниру је учествовало 12 репрезентација које су у првој квалификационој фази биле подељене у две групе по шест репрезентације:
| Група А - Аустралија - Италија - Западна Немачка - СССР - Јужна Кореја - Француска | Група Б - Грчка - Југославија - Кина - САД - Мађарска - Шпанија |

## Прелиминарна фаза

### Резултати по групама

#### Група А
| Екипа           | У | П | Н | И | Г+ | Г- | Бодова |
| --------------- | - | - | - | - | -- | -- | ------ |
| Западна Немачка | 5 | 5 | 0 | 0 | 60 | 37 | 10     |
| Совјетски Савез | 5 | 3 | 1 | 1 | 63 | 30 | 7      |
| Италија         | 3 | 3 | 1 | 1 | 48 | 33 | 7      |
| Аустралија      | 3 | 2 | 0 | 3 | 40 | 39 | 4      |
| Француска       | 3 | 1 | 0 | 4 | 43 | 54 | 2      |
| Јужна Кореја    | 5 | 0 | 0 | 5 | 14 | 75 | 0      |

- 21. септембар
  - Италија 9-9 СССР
  - Француска 16-5 Јужна Кореја
  - Аустралија 11-13 Западна Немачка
- 22. септембар
  - Јужна Кореја 1-11 Италија
  - Француска 9-10 Западна Немачка
  - Аустралија 4-11 СССР
- 23. септембар
  - Јужна Кореја 2-18 Западна Немачка
  - Аустралија 5-7 Италија
  - Француска 4-18 СССР
- 26. септембар
  - Италија 7-10 Западна Немачка
  - Јужна Кореја 4-17 СССР
  - Француска 6-7 Аустралија
- 27. септембар
  - Француска 8-14 Италија
  - Аустралија 13-2 Јужна Кореја
  - СССР 8-9 Западна Немачка

### Група Б
| Екипа            | У | П | Н | И | Г+ | Г- | Бодова |
| ---------------- | - | - | - | - | -- | -- | ------ |
| Сједињене Државе | 5 | 4 | 0 | 1 | 56 | 40 | 8      |
| Југославија      | 5 | 4 | 0 | 1 | 60 | 38 | 8      |
| Шпанија          | 5 | 3 | 1 | 1 | 48 | 38 | 7      |
| Мађарска         | 5 | 2 | 1 | 2 | 50 | 43 | 5      |
| Грчка            | 5 | 1 | 0 | 4 | 45 | 66 | 2      |
| Кина             | 5 | 0 | 0 | 5 | 34 | 68 | 0      |

- 21. септембар
  - Мађарска 12-10 Грчка
  - САД 7-6 Југославија
  - Кина 6-13 Шпанија
- 22. септембар
  - Грчка 10-7 Кина
  - САД 7-9 Шпанија
  - Мађарска 9-10 Југославија
- 23. септембар
  - САД 14-7 Кина
  - Грчка 7-17 Југославија
  - Мађарска 6-6 Шпанија
- 26. септембар
  - САД 18-9 Грчка
  - Мађарска 14-7 Кина
  - Шпанија 8-10 Југославија
- 27. септембар
  - Грчка 9-12 Шпанија
  - Мађарска 9-10 САД
  - Југославија 17-7 Кина

### Финална фаза
|  | Полуфинале       | Полуфинале       |             |   | Финале | Финале |
|  |                  |                  |             |   |        |        |
|  | 30. септембар    |                  |             |   |        |        |
|  |                  |                  |             |   |        |        |
|  | Западна Немачка  | 10               |             |   |        |        |
|  | Западна Немачка  | 10               | 1. октобар  |   |        |        |
|  | Југославија      | 14               |             |   |        |        |
|  | Југославија      | 14               | Југославија | 9 |        |        |
|  | 30. септембар    |                  | Југославија | 9 |        |        |
|  |                  | Сједињене Државе | 7           |   |        |        |
|  | Совјетски Савез  | Сједињене Државе | 7           | 7 |        |        |
|  | Совјетски Савез  |                  |             | 7 |        |        |
|  | Сједињене Државе | 8                |             |   |        |        |
|  | Сједињене Државе | 8                | Треће место |   |        |        |
|  |                  |                  |             |   |        |        |
|  | 1. октобар       |                  |             |   |        |        |
|  |                  |                  |             |   |        |        |
|  | Западна Немачка  | 13               |             |   |        |        |
|  | Западна Немачка  | 13               |             |   |        |        |
|  | Совјетски Савез  | 14               |             |   |        |        |

### Група од 5 до 8 места
| Поз | Екипа      | У | П | Н | И | Г+ | Г- | Бодова |
| --- | ---------- | - | - | - | - | -- | -- | ------ |
| 5   | Мађарска   | 3 | 1 | 2 | 0 | 28 | 20 | 4      |
| 6   | Шпанија    | 3 | 1 | 1 | 1 | 24 | 23 | 3      |
| 7   | Италија    | 3 | 1 | 1 | 1 | 25 | 25 | 3      |
| 8   | Аустралија | 3 | 1 | 0 | 2 | 18 | 27 | 2      |

- 30. септембар
  - Италија 9-9 Мађарска
  - Аустралија 8-7 Шпанија
- 1. октобар
  - Аустралија 5-13 Мађарска
  - Италија 9-11 Шпанија

### Група од 9 до 12 места
| Поз | Екипа        | У | П | Н | И | Г+ | Г- | Бодова |
| --- | ------------ | - | - | - | - | -- | -- | ------ |
| 9   | Грчка        | 3 | 3 | 0 | 0 | 37 | 21 | 6      |
| 10  | Француска    | 3 | 2 | 0 | 1 | 34 | 19 | 4      |
| 11  | Кина         | 3 | 1 | 0 | 2 | 25 | 28 | 2      |
| 12  | Јужна Кореја | 3 | 0 | 0 | 3 | 19 | 47 | 0      |

- 30. септембар
  - Француска 11-4 Кина
  - Ј. Кореја 7-17 Грчка
- 1. октобар
  - Ј. Кореја 7-14 Кина
  - Француска 7-10 Грчка

## Коначна табела
| Позиција | Репрезентација            |
| -------- | ------------------------- |
|          | Југославија               |
|          | Сједињене Америчке Државе |
|          | Совјетски Савез           |
| 4.       | Западна Немачка           |
| 5.       | Мађарска                  |
| 6.       | Шпанија                   |
| 7.       | Италија                   |
| 8.       | Аустралија                |
| 9.       | Грчка                     |
| 10.      | Француска                 |
| 11.      | Кина                      |
| 12.      | Јужна Кореја              |

| Олимпијски шампион у ватерполу 1988. |
| Југославија 3. титула                |